# Engelstraat
De Engelstraat is een straat in Brugge.

## Beschrijving
Een engel of angel is een hoek (zie het Franse woord angle en het Engelse woord angle). Een huis op een engel is een hoekhuis. Dit is de oorsprong van deze straatnaam. De documenten vermelden dit aldus:
- 1340: gewrocht an de fonteine ten Inghelkin;
- 1432: bi der fonteyne ten Inghelene;
- 1491: huus met datter toebehoort gheheeten Den Inghele;
- 1563: in 't straetken bachten den Inghele, jeghenover de brauwerie ghenaempt 't Zweerd.

Mettertijd werd deze betekenis uit het oog verloren en dacht men dat de naam iets met engelen te maken had. Vandaar dat in het hoekhuis een gevelsteen werd aangebracht met de afbeelding van een engel.
De straat loopt van de Minderbroedersstraat naar de Witteleertouwersstraat. Aan de ene kant werd tussen de Zwarte- en de Witteleertouwersstraat, de straat helemaal ingenomen door gebouwen van de brouwerij van der Ghote (Brouwerij het Zweerd). Toen deze brouwerij er in de jaren 1970 mee ophield, werden de gebouwen aangekocht door de stad Brugge en doorverkocht aan de Brugse maatschappij voor sociale huisvesting, die er, met behoud van de gevels (wat betreft de toegetakelde brouwerij) en van het volledige gebouw (wat betreft de brouwerswoning) sociale woningen in onderbracht.